# 레오나르두 지 안드라지 시우바
레오나르두 지 안드라지 시우바(브라질 포르투갈어: Leonardo de Andrade Silva, 1998년 4월 18일~)는 브라질의 축구 선수이다.

## 참고 문헌
- “레오나르두 지 안드라지 시우바”. 《수원 삼성 블루윙즈 FC》. 수원삼성축구단.